# PokerStars
O PokerStars é uma plataforma de pôquer online, com clientes para Windows, macOS, Android e iOS. É uma das maiores plataformas de pôquer online, contabilizando por dois terços do mercado.

## História
O site Pokerstars.com foi lançado em 2001. É a marca principal do The Stars Group, que opera negócios e marcas relacionados ao jogo, incluindo o PokerStars, Full Tilt Poker, o European Poker Tour e o Latin American Poker Tour. No Brasil, opera desde 2006, além de ter participação em três programas na TV por assinatura e um na TV aberta.
Em 2012, 2013 e 2014, as empresas do Rational Group no Reino Unido e na Ilha de Man ganharam reconhecimento como um dos melhores lugares para trabalhar no Reino Unido, recebendo uma colocação entre as 25 melhores empresas pelo Great Place to Work Institute’s Best Workplaces – na categoria Large. As empresas do Rational Group na Costa Rica e Dublin também receberam a mesma honraria em seus respectivos rankings locais em 2014. O PokerStars foi de propriedade da canadense Amaya Inc. (TSX: AYA).
Em 2019, a Stars Group foi fundida com a Flutter Entertainment, que passou a administrar a plataforma.

## Embaixadores
O PokerStars patrocina alguns dos maiores atletas do pôquer mundial, entre eles, Lex Veldhuis, Ramón Colillas, Sam Grafton, estão entre os Team Pro, categoria que no Brasil conta com André Akkari (campeão mundial em 2011), Rafael Moraes (Bi-campeão SCOOP e Campeão WSOP-Circuit ring) e Laurie Tournier (Bi-campeã WCOOP). 
Em 2021, o PokerStars.net anunciou Neymar Jr. como novo Embaixador Cultural do PokerStars.net para colaborar com uma série de projetos criativos inspirados no mundo da cultura, da arte, do design, da música e muito mais.

## Ex-embaixadores
O PokerStars deixou de patrocinar alguns dos maiores atletas do pôquer mundial Caio Pessagno (eleito o melhor jogador online do mundo em 2013) até o ano de 2016 e Friend of PokerStars, representada no país por Felipe "Mojave" Ramos (um dos melhores jogadores de Omaha no mundo).

## Team PokerStars Sports Stars
Além de patrocinar jogadores profissionais, o PokerStars também tem contrato com esportistas famosos de outras modalidades que são fãs do pôquer. Dentre eles, destacam-se os astros do futebol como Neymar Jr. e o português Cristiano Ronaldo, o ex-jogador Ronaldo e a holandesa medalhista de ouro no hóquei sobre a grama em Pequim-2008 Fátima Moreira de Melo.

## Eventos patrocinados
Juntamente com os diversos torneios online que são promovidos em sua plataforma, o PokerStars também é responsável por diversos campeonatos, como o Circuito Brasileiro de Pôquer BSOP - Brazilian Series of Poker, o Circuito Europeu de Pôquer EPT - European Poker Tour, o Circuito de poker PokerStars Open, além de diversos campeonatos ao redor do mundo como: PCA - Pokerstars Caribbean Adventure, APPT - Asia Pacific Poker Tour, NAPT - North American Poker Tour, PSCP - PokerStars Players Championship, CEP - Campeonato de España de Poker, IPO - Irish Poker Open, BPC Belgium Poker Challenge, SPS - Swiss Poker Series, Manila Super Series, Manila Megastack e Manila Millions, estes três últimos no PokerStars Live Room em Okada, Manila,Filipinas.
Outros eventos que foram patrocinados pelo PokerStars mas não tiveram continuidade foram: ANZPT - Australia New Zealand Poker Tour (2009-2015), BPT - Brazil Poker Tour (2011-2012), CSPT - Czech-Slovak Poker Tour (2009), EKA - Eureka Poker Tour (2011-2024), ESPT - Estrellas Poker Tour (2010-2024), EKA - Eureka Poker Tour (2011-2024) - FPS - France Poker Series (2010-2024), IPT - Italian Poker Tour (2009-2017), IPO - Italian Poker Open (2018-2019), LAPT - Latin American Poker Tour (2008-2024), RPS - Russian Poker Series (2010-2012), UKIPT - UK and Ireland Poker Tour, PSC - PokerStars Championship (2017), PSF - PokerStars Festival (2017-2018), PokerStars Live London Series (2017-2018) no PokerStars Live Room do Hippodrome Casino, Londres, Inglaterra.
Em 2014, o BSOP foi a segunda competição esportiva do Brasil em valor de premiações (R$ 25 milhões), atrás apenas do Campeonato Brasileiro de Futebol (R$ 30 milhões).
Em 2024 o PokerStars iniciou com o patrocínio de vários eventos ao redor do mundo, como o IPO - Irish Poker Open, BPC - Belgian Poker Challenge, Lex Live - Barcelona, Dolce Vita Series e Goliath Coventry.
Em Dezembro de 2024 o PokerStars anunciou um novo circuito, o PokerStars Open que sibstitui os eventos europeus FPS, UKIPT, ESTRELLAS, EUREKA bem como o término do LAPT

## PokerStars.tv
A plataforma conta com seu próprio streaming para transmissão de eventos de pôquer ao redor do mundo, o PokerStars.tv.

## PokerStars em Portugal
A PokerStars recebeu licença para operar em Portugal no dia 28 de Novembro de 2016. Dessa forma tornou-se a primeira entidade de sempre a poder explorar o pôquer online em território Português. A emissão da licença marca o regresso da Pokerstars em Portugal, depois de em Julho de 2015 ter abandonado o país devido à entrada da nova legislação Portuguesa para o jogo online. 

## Filantropia
O PokerStars possui um programa corporativo de contribuições chamado Helping Hands. Lançado em 2013, o Helping Hands já contribuiu com mais de US$ 7 milhões para instituições de caridade ao redor do mundo, além de angariar fundos para o suporte de diversas tragédias, como o terremoto que atingiu o Nepal em maio de 2015.